# حانة العطاء (فلم)
حانة العطاء (بالإنجليزية: The Tender Bar) هو فيلم بلوغ أمريكي صدر عام 2021، من إخراج جورج كلوني وسيناريو وليام موناهان، الفيلم مُقتبس من مذكرات جيه آر مورينجر التي نشرها عام 2005 بنفس الاسم، والتي تروي قصة حياته في ظل نشأته في لونغ آيلند. الفيلم من بطولة بن أفليك، وتاي شيريدان، ودانيال رانييري، وليلي رابي، وكريستوفر لويد. وهو آخر ظهور لسوندرا جيمس قبل وفاتها في سبتمبر 2021.
حاز الفيلم على إصدار محدود في 17 ديسمبر 2021 بواسطة استوديوهات أمازون؛ ثم تم إصداره على نطاق واسع في 22 ديسمبر، قبل بثه لأول مرة على برايم فيديو في 7 يناير 2022. تلقى الفيلم آراء متباينة، على الرغم من ترشيح أفليك لجائزتي الغولدن غلوب ونقابة ممثلي الشاشة على أدائه.

## القصة
في عام 1973، عاد جيه آر ماجواير البالغ من العمر تسعة أعوام ووالدته دوروثي للعيش مع والديها في لونغ آيلند. نشأ جيه آر مع عائلة والدته التي تنتمي إلي الطبقة العاملة، بعد أن تخلى عنه والده السئ جوني، وهو دي جيه راديو معروف باسم "ذا فويس". يجد الأب البديل في عمه تشارلي، وهو صاحب حانة محلية، "ذا ديكنز".
غالبًا ما يستمع جيه آر إلى ذا فويس على الراديو، ويتصل جوني مع خطط لأخذه إلى لعبة بيسبول، لكنه يفشل في الحضور ويهرب لاحقًا من الولاية. من خلال نقل دروس الحياة إلى جيه آر، يشارك تشارلي حبه للقراءة معه ويشجعه على أن يصبح كاتبًا، في حين أن دوروثي مصممة على أن ابنها سيحصل على التعليم الجامعي الذي لم تحصل عليه من قبل. على الرغم من أن والدها المتعلم جيدًا لم يفعل شيئًا من حياته، إلا أنها تصر على أن جيه آر سيلتحق يومًا ما بهارفارد أو ييل ويصبح محامياً.
يقوم جوني بزيارة قصيرة، ويضرب تشارلي عندما يضايقه بسبب غيابه في حياة جيه آر. في مواجهة طبيب نفساني في المدرسة لاستغلاله جيه آر لضرب دوروثي، أُعجب تشارلي بكتابات ابن أخيه. يرافقه جد جيه آر إلى إفطار خاص بأب وابنه، ويوضح أن دوروثي تستأصل الغدة الدرقية السرطانية. تتعافى، وتُكسب موهبة جيه آر في الألغاز الكلامية مكانًا في دوري تشارلي وأصدقائه للبولينغ.
كمراهق، يجرى جيه آر مقابلة في جامعة ييل ويلتقي بكاهنًا في القطار إلى نيو هيفن. تم قبوله في الجامعة، الأمر الذي أسعد عائلته، ويحضر لاحقًا زملائه في السكن إلى المنزل لمقابلة تشارلي، وتناولوا مشروباتهم الأولى في ذا ديكنز. يبدأ جيه آر في قصة حب مع زميلته في الدراسة سيدني، والتي تحضره إلى منزلها في ويستبورت (كونيتيكت). بعد تسلله إلى غرفتها ليلاً، تكشف له أنها تقابل شخصًا آخر، مما أدى إلى تناول فطور غير مريح مع والديها اللذان ينتميان إلي "أدني الطبقة الوسطي العليا" قبل مغادرته.
يواصل جيه آر دراسته ويصادف نفس القس في القطار، ويفشل في استعادة سيدني. يتخرج جيه آر في عام 1986 ويتلقى إحدى مكالمات والده الهاتفية المتقطعة. يقدم جيه آر لوالدته خاتمًا راقيًا، لكنه يُخيب أملها بتجنبه لكلية الحقوق والانتقال إلى المنزل للعمل على روايته. متجاهلاً نصيحة صديقه ويسلي، استمر في تعقب سيدني بتوجيه من تشارلي، وتم تعيينه كمتدرب في صحيفة نيويورك تايمز.
عندما يعلم أن سيدني قد تزوجت من صديقها في الكلية، يترك جيه آر صحيفة التايمز. دخل تشارلي المستشفى لفترة وجيزة، وشجع جيه آر على دمج نكساته الأخيرة في روايته. بناءً على نصيحة تشارلي، يجد جيه آر والده في ولاية كارولاينا الشمالية، لكنه يدرك أنه لا يزال مدمنًا على الكحول. يعتدي جوني على صديقته ويتمكن جيه آر من إيقافه، وأخيرًا يواجه والده.
بعد عودته إلى المنزل، حيث وجدت والدته وظيفة جديدة، ينتقل جي آر إلى مانهاتن، ولكن ليس قبل أن يعطيه تشارلي سيارته. يودع تشارلي ورفاقه في الشرب ابن أخته، ويصمم جي آر على إثبات نفسه ككاتب. خلال الساعات المعتمدة، يقضي الشاب جيه آر يومًا على الشاطئ مع تشارلي وأصدقائه.

## فريق التمثيل
- بن أفليك في دور تشارلي ماجواير
- تاي شيريدان في دور جيه آر ماجواير
- دانيال رانييري في دور جيه آر الصغير
- رون ليفينجستون في دور جيه آر في المستقبل
- ليلي رابي في دور دوروثي ماجواير
- كريستوفر لويد في دور الجد ماجواير
- ماكس مارتيني في دور "ذا فويس"؛ جوني مايكلز، والد جيه آر
- سوندرا جيمس في دور الجدة ماجواير
- مايكل براون في دور بوبو
- ماثيو ديلاماتير في دور جوي د
- ماكس كاسيلا في دور المدير
- رينزي فيليز في دور ويسلي
- إيفان ليونج في دور جيمي
- بريانا ميدلتون في دور سيدني

## وصلات خارجية
- مقالات تستعمل روابط فنية بلا صلة مع ويكي بيانات